# Kirsten - en hjertets vagabond
Kirsten - en hjertets vagabond er en dansk dokumentarfilm fra 1982 med instruktion og manuskript af Marie Louise Lauridsen.

## Handling
Den næsten 90-årige malerinde Kirsten Kjær fortæller i denne film om sit begivenhedsrige liv i Danmark og udlandet, et liv, som altid har haft kunsten som centrum. "Man skal altid sørge for at kalde glæden frem i menneskesindet", siger malerinden, der har gjort portrætmaleriet til sin genre. Filmen veksler mellem fortælling og malerier og har desuden optagelser fra Kirsten Kjærs Museum i Langvad.